# L'Apprenti méchant
L'Apprenti méchant est le deuxième album de la série Zorglub écrit et dessiné par José Luis Munuera.
L'histoire est publiée pour la première fois dans le journal Spirou du no 4182 au no 4189, puis sous forme d'album en septembre 2018.

## Résumé
Alors que Zorglub, se livre en plein désert à une affaire louche de trafic de pseudo-arme, il fait la rencontre de Cédric, 10 ans.
Cédric est surdoué et son plus grand héros est Zorglub. Comme lui, il veut devenir un génie du mal. Alors l'enfant a changé de nom pour Zédrik (plus méchant selon lui) et décidé de rejoindre son modèle pour qu'il devienne son mentor.
Zorglub, peu intéressé, fini par céder aux caprices de Zédrik et accepte de l'amener dans son repaire. Mais sitôt arrivé là-bas, le garçon tombe amoureux de Zandra, la fille du scientifique. Quand celle-ci lui brisera le cœur, les choses commenceront à devenir sérieusement hors de contrôle,,.

## Publication

### Périodiques
- Journal Spirou : du no 4182 du 6 juin 2018 au no 4189 du 25 juillet 2018[5]

### Albums
- Édition originale : 62 planches, format normal. Noté "Première édition". Le titre et le dos sont imprimés en surbrillance. Les pages 18 à 23 se déplient et forment une frise. On notera que la page suivante est numérotée "20" au lieu de "24". La numérotation reprend normalement à la page 25. Dupuis, 2018 (DL 09/2018)  (ISBN 978-2-8001-7421-1)[1]
- Édition de luxe : 90 planches. Limitée à 300 exemplaires commercialisés. Les illustrations de couvertures avant et arrière sont inédites et la tranche est toilée. L'album est augmenté de 24 pages couleurs et de bonus supplémentaires, suivi d'une version noir et blanc de l'histoire. L'album est accompagné de deux ex-libris dont l'un est signé par l'auteur. Dupuis, (DL 04/2019)  (ISBN 978-2-930763-25-5)[1]